# Le Gosse au million
Pour plus de détails, voir Fiche technique et Distribution.
Le Gosse au million (The Boy Who Stole a Million) est un film britannique réalisé par Charles Crichton, sorti en 1960.

## Fiche technique
- Titre original : The Boy Who Stole a Million
- Titre français : Le Gosse au million
- Réalisation : Charles Crichton
- Scénario : Charles Crichton, Niels West-Larsen et John Eldridge
- Photographie : Douglas Slocombe
- Montage : Peter Bezencenet (en)
- Musique : Tristram Cary
- Pays de production : Royaume-Uni
- Format : Noir et blanc
- Genre : comédie
- Durée : 84 minutes
- Date de sortie : 1960

## Distribution
- Virgílio Teixeira : Miguel
- Maurice Reyna : Paco
- Marianne Benet : Maria
- Harold Kasket : Luis
- George Coulouris : Directeur de banque
- Warren Mitchell (en) : Pedro
- Tutte Lemkow : Mateo
- Edwin Richfield (en) : Commissaire
- Bill Nagy (en) : chef de la police
- Barta Barri : le chef de gang
- Cyril Shaps : Employé de banque
- Xan das Bolas : le rémouleur
- Robert Rietti : Détective